# 谷山韓氏
谷山韓氏（コクサナンし、곡산한씨）は、朝鮮の氏族の一つ。本貫は黄海北道谷山郡である。2015年の調査では、6,266人である。
始祖は1206年に中国宋からに8学士の一人として高麗に派遣され、その後帰化し、門下侍中平章事を務めた韓鋭である。
韓鋭は谷山府院君に封じられ、韓鋭の子孫が谷山を本貫にして谷山韓氏を創始した。